# Procapritermes
Procapritermes es un género de termitas isópteras perteneciente a la familia Termitidae que tiene las siguientes especies:
1. Procapritermes angustignathus
2. Procapritermes atypus
3. Procapritermes fontanellus
4. Procapritermes holmgreni
5. Procapritermes martyni
6. Procapritermes minutus
7. Procapritermes neosetiger
8. Procapritermes parasilvaticus
9. Procapritermes parvulus
10. Procapritermes sandakanensis
11. Procapritermes sandakkanensis
12. Procapritermes setiger
13. Procapritermes silvaticus
14. Procapritermes tikadari
15. Procapritermes vicinus